# Kollektives Handeln
Kollektives Handeln (engl. collective action) liegt vor, wenn mehrere Personen in einem gemeinsamen Handlungszusammenhang zielgerichtet handeln. Der Begriff wird in der Soziologie und in den Wirtschaftswissenschaften verwendet. Hier tritt der Begriff beispielsweise in Zusammenhang mit der Neuen Politischen Ökonomie oder Collective Action Clause auf.

## Terminus
Der Begriff „Kollektives Handeln“ ist eine Entlehnung von (engl.) collective action und wird ausgehend von der Arbeit von Mancur Olson in der Regel auf Untersuchungen gemäß der Perspektive der Theorie der rationalen Entscheidung (rational choice) verwendet. In der Soziologie gibt es neben dem auf Max Weber zurückgehenden Begriff des sozialen Handelns auch Ansätze, die von „Kollektivverhalten“ sprechen, etwa auf dem Gebiet der theoretischen Analyse von sozialen Bewegungen.

## Ökonomik
Die Verwendung des Konzeptes vom Kollektiven Handeln geht u. a. auf den Ökonomen und Soziologen Vilfredo Pareto zurück. Mancur Olson hat das Konzept allgemein ausgearbeitet. Das Grundproblem besteht darin, dass im Rahmen von Olsons Modell ökonomisch rational handelnde Individuen kein Interesse haben, sich an der Erstellung eines Kollektivguts zu beteiligen, selbst wenn sie nach Erstellung wie alle anderen davon Nutzen hätten.
Die Transaktionskosten (d. h. vor allem die Kosten des Organisierens von kollektivem Handeln) für eine Mehrheit beim Erstreben eines letztlich dem Einzelnen nur wenig Nutzen bringenden Zieles (bzw. genauer gesprochen öffentlichen Gutes) seien demnach ungleich höher als die einer kleinen Minderheit, die beim Erstreben eines solchen durch kollektives Handeln einen großen Nutzen hat. Dies wird in bestimmten Zusammenhängen auch als Soziales Dilemma bezeichnet. Das liegt daran, dass sich der Nutzen im ersten Fall auf viele Köpfe verteilt, während im zweiten Fall nur wenige davon profitieren.
Ein weiteres Problem kollektiven Handelns liegt in der Ausschließbarkeit der Nutzung des erzielten öffentlichen Gutes durch jene, die sich am Erlangen desselben nicht beteiligten. Es gibt gerade im ersten Fall unter bestimmten Bedingungen einen Anreiz auszuscheren und nicht an der kollektiven Handlung zu partizipieren, da der Beitrag des Einzelnen gering ist und er selbst seine Kosten mit seinem Nutzen abwiegt, den er bei Erfolg ohnehin erhält. Dies wird Trittbrettfahrerproblem genannt.
Neuere Modelle kollektiven Handelns sind von Robert Axelrod, der sich mit der Evolution der Kooperation befasst, sowie von Elinor Ostrom, die die Nutzung natürlicher Ressourcen in Form der Allmende empirisch untersucht.

Im August 2019 veröffentlichte eine Gruppe um Joachim Weimann eine Studie im European Economic Review, welche die Theorie von Mancur Olson aufgreift und empirische Belege anführt, die gegen die Hypothese von Olson sprechen. In der Pressemitteilung der Universität heißt es:
Stattdessen zeigte sich, dass für Mitglieder großer Gruppen etwas entscheidend war, das man bisher in der Forschung zu Kooperationsfragen nicht im Blick hatte: Tatsächlich kommt es weniger auf den absoluten Wert des individuellen Beitrags an, als vielmehr darauf, in welchem Verhältnis dieser zur Bedeutung des Einzelnen in einer Gruppe steht. Sehen Menschen in ihrem Beitrag einen sichtbaren Vorteil für die Gruppe, erzeugt das kollektives Verhalten: Meine eigene Kooperation hilft anderen; die Kooperation der Anderen nützt mir.

## Beispiel aus der ökonomischen Theorie des Handels
Am Beispiel des für und wider von Zollbarrieren lässt sich dieses Konzept für wirtschaftspolitische Entscheidungen erläutern. Die Kosten von Zöllen z. B. für Grundnahrungsmittel werden auf die Preise umgewälzt, so dass alle Verbraucher davon betroffen sind. Hingegen profitieren die Unternehmen der protegierten Industrie von den Zöllen überproportional. Sie haben auf dem Binnenmarkt dadurch einen Preisvorteil und werden dementsprechend Lobbyismus für eine solche Protektion betreiben.
Jedoch gibt es auch hier oftmals einen Anreiz für besagtes Trittbrettfahrerproblem, d. h. jemand streicht den vollen Nutzen ein ohne selbst am kollektiven Handeln – in diesem Fall dem Lobbyismus – zu partizipieren.